# Gare de Sussex
La gare de Sussex est une gare ferroviaire canadienne, située à Sussex, au Nouveau-Brunswick.
C'est une gare patrimoniale fermée au service des voyageurs.

## Service des voyageurs
Gare fermée.

## Patrimoine ferroviaire
Conçue dans les bureaux de la compagnie à Moncton, c'est un grand édifice d'un étage et demi dans le style Craftsman, avec des éléments du style néo Queen Anne. Il consiste en une gare de voyageurs et un hangar de marchandises reliés ensemble par un corridor couvert. Les murs extérieurs sont en briques rouges. Elle est devenue une gare patrimoniale en 1993.